# Chấm lượng tử

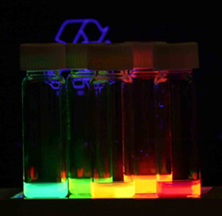
Chấm lượng tử trong dung dịch keo được chiếu xạ với ánh sáng UV. Chấm lượng tử có kích thước khác nhau phát ra ánh sáng màu khác nhau do hiệu ứng giam giữ lượng tử.

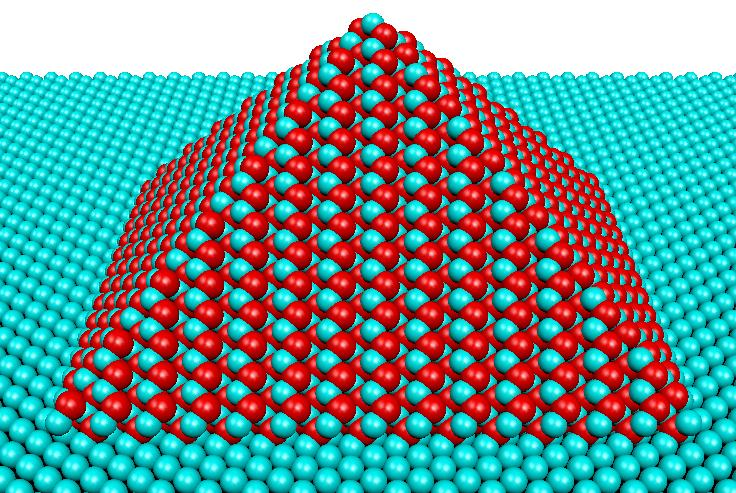
Chấm lượng tử lý tưởng từ lớp InAs/GaAs.

Chấm lượng tử là một tinh thể nano được làm từ vật liệu chất bán dẫn mà kích thước của nó đủ nhỏ để làm xuất hiện các đặc tính cơ học lượng tử. Cụ thể, exciton của nó được giới hạn trong cả ba chiều không gian. Những tính chất điện tử của các vật liệu thể hiện đặc tính trung gian giữa những khối lớn chất bán dẫn và các phân tử rời rạc. Alexey Ekimov lần đầu tiên phát hiện ra chấm lượng tử vào năm 1981
 trong một ma trận thủy tinh và sau đó Louis E. Brus quan sát thấy chúng trong dung dịch dạng keo vào năm 1985. Thuật ngữ "chấm lượng tử" được đặt ra bởi Mark Reed.
Các nhà nghiên cứu đã nghiên cứu các ứng dụng cho các chấm lượng tử trong tranzito, các tế bào năng lượng mặt trời, đèn LED, và laser điốt. Họ cũng đã khảo cứu các chấm lượng tử với vai trò là tác nhân cho kỹ thuật chụp ảnh y học và chúng có thể trở thành qubit trong điện toán lượng tử. Chấm lượng tử được thương mại hóa đầu tiên trong một sản phẩm sử dụng chúng là dòng Sony XBR X900A của TV màn hình phẳng được tung ra vào năm 2013.
Đặc tính điện tử của một chấm lượng tử có liên quan chặt chẽ với kích thước và hình dạng của nó. Ví dụ, các khe hở năng lượng (band gap) trong một chấm lượng tử mà xác định phạm vi tần số của ánh sáng phát ra tỉ lệ nghịch với độ rộng của nó. Trong các ứng dụng thuốc nhuộm huỳnh quang tần số của ánh sáng phát ra tăng khi kích thước của các chấm lượng tử giảm. Do đó, màu sắc của ánh sáng phát ra thay đổi từ màu đỏ sang màu xanh khi kích thước của các chấm lượng tử được làm nhỏ hơn. Điều này cho phép các trạng thái kích thích và phát xạ của chấm lượng tử được điều chỉnh cao. Vì kích thước của một chấm lượng tử có thể được thiết kế khi chế tạo nó, tính chất dẫn điện của nó có thể được kiểm soát cẩn thận. Chấm lượng tử có nhiều kích cỡ khác nhau, chẳng hạn hư màng nano gradien đa lớp (Gradient multilayer nanofilm), có thể được tạo ra để thực hiện một loạt tính chất phát xạ mong muốn.